# Medarduskerk (Bendorf)
De protestantse Medarnuskerk (Duits: Medarduskirche) vormt samen met de tot de rooms-katholieke Sint-Medarduskerk vergrote Reichardsmunster een monumentaal gebouwencomplex in de Duitse plaats Bendorf, (Rijnland-Palts). De protestantse kerk staat haaks op de aangebouwde katholieke kerk. 

## Geschiedenis en beschrijving

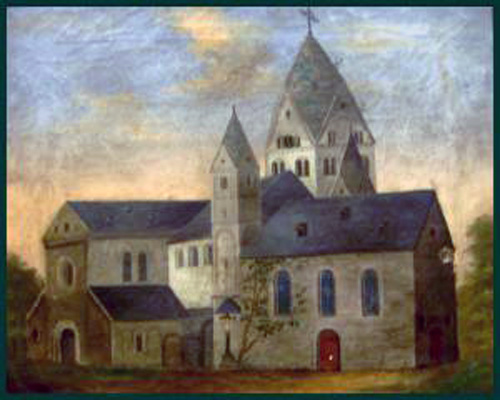
De Medarduskerk circa 1790

#### De bouw
Het oudste document waaruit het bestaan van een kerk in Bendorf blijkt stamt uit 1204. De oorkonde vermeldt de bouw van een kerk en de vorming van een zelfstandige parochie door de afscheiding van de moederkerk in het verderop gelegen Engers. Uiteraard woonden er ook voor die tijd al christenen in Bendorf, die een kerk bezaten. Het deel dat de huidige protestantse kerk met de katholieke kerk verbindt, de zogenaamde Reichardsmunster, was tijdens de bouw van de nieuwe kerk in 1204 een ruïne en werd gedeeltelijk in de nieuwbouw geïntegreerd. Volgens welk ontwerp de nieuwe kerk zou worden gebouwd is onbekend, maar er werd in ieder geval naast de bestaande zuidelijke toren nog een noordelijke toren gepland, waarvan slechts de eerste verdieping werd gerealiseerd die tot 31 december 1944 als sacristie dienstdeed.

#### Twee kerken
In het jaar 1561 sloot de graaf van Sayn zich aan bij de reformatie. Na een periode van chaos slaagde de Lutherse Kerk er tijdens de Vrede van Westfalen in de grote kerk in het bezit te krijgen, terwijl de katholieken de aangrenzende Reichardsmunster kregen toegewezen. Destijds woonden er in Bendorf 12 protestantse en 100 katholieke gezinnen. De kleine munster had voor de katholieke parochie echter een te beperkte capaciteit. In 1790 werd de munster door een aanbouw vergroot; de muren tussen de beide torentjes werden opgebroken en het kerkschip werd tot circa het huidige middenschip verlengd. Door de opkomende industrie in Bendorf met als gevolg meer nieuwe inwoners, bleek de ook de in 1793 gewijde kerk al snel weer te klein. Ook het plaatsen van een galerij (waar tegenwoordig het orgel staat) bood verder geen soelaas en dus werd in het jaar 1864 begonnen met de bouw van de huidige katholieke kerk. Onder leiding van de architect Nebel uit Koblenz werden eerst een nieuw dwarsschip en koorruimte gebouwd en aansluitend het middenschip en de beide zijschepen. Op 5 mei 1872 werd de neoromaanse Sint-Medarduskerk geconsacreerd. Het graf van de bouwpastoor, Karl Fries, bevindt zich aan de oostelijke zijde van de kerk.
Sinds 1740 maakten twee kerkgenootschappen gebruik van het protestantse deel. Naast een lutherse gemeente was er een calvinistische gemeente, die voornamelijk bestond uit door de ijzerindustrie aangetrokken Franse hugenoten. Beide kerkgenootschappen fuseerden in 1817 en sindsdien wordt de oude hervormde kerkruimte uit 1775 als gemeentezaal van de protestanten gebruikt.

#### 1945-heden
In de Tweede Wereldoorlog werd de katholieke kerk beschadigd, maar het muurwerk bleef staan. Na de oorlog werd de kerk geleidelijk gerestaureerd. Daarbij moesten de oude vensters wel worden vervangen door nieuwe. De vensters van de zijschepen stellen voorstellingen voor uit het leven van de heilige Medardus; de vensters in de dwarsschepen betreffen scènes uit het Nieuwe Testament en de apsis motieven uit het Oude Testament.
De protestantse kerk werd in de Tweede Oorlog op 31 december 1944 vrijwel geheel verwoest. Het kerkgebouw moest worden afgebroken en in het begin van de jaren 1950 opnieuw worden opgebouwd. Slechts het oude oostelijke koor met het gerestaureerde muurfresco van Christus als wereldrechter en symbolen van de twaalf apostelen, het sacramentshuisje en de doopkapel aan de muur naar de Reichardsmunster werden in de nieuwbouw geïntegreerd. 
Na het Tweede Vaticaanse Concilie werd de katholieke kerk aan de nieuwe liturgische eisen aangepast. Het oude hoogaltaar werd afgebroken, de altaarruimte werd verhoogd en meer naar de kerkelijke gemeente verplaatst en er werd een volksaltaar opgesteld, waarbij o.a. gebruik werd gemaakt van de zuiltjes van de neogotische zijaltaren. Een muurschilderij van een tronende Christus met de twaalf apostelen dat in de jaren 1950 was aangebracht werd verwijderd en het oude altaarkruis werd in het midden van de verder eenvoudig wit geschilderde koorruimte opgehangen. 